# Замостье (Воронежская область)
Замостье — хутор в Петропавловском районе Воронежской области.
Входит в состав Бычковского сельского поселения.

## География
Хутор расположен к востоку от реки Толучеевка.

### Улицы
| - ул. 8 Марта - ул. Зелёная - ул. Лесная - ул. Мира - ул. Озерная - ул. Пионерская | - ул. Правды - ул. Придонская - ул. Пролетарская - ул. Садовая - ул. Тихая |

## Население
| 2010 |
| ---- |
| 459  |